# Hagop Bedros II Hovsepian
Hagop Bedros II Hovsepian (Armeens: Յակոբ Պետրոս Բ. Յովսէփեան) (Aleppo, ~1689 - 28 november 1780) was een katholikos-patriarch van de Armeens-Katholieke Kerk.
Hagop Hovsepian werd op 5 juni 1720 tot priester gewijd. Hij werd in 1740 benoemd tot bisschop van Aleppo; zijn  bisschopswijding vond plaats op 8 mei 1740.
Hovsepian werd op 14 oktober 1749 door de synode van de Armeens-katholieke Kerk gekozen tot katholikos-patriarch van Cilicië van de Armeniërs als opvolger van Abraham Bedros I Ardzivian die op 1 oktober 1749 was overleden. Hovsepian nam daarop de naam Hagop Bedros II Hovsepian aan. Zijn benoeming werd op 23 september 1750 bevestigd door paus Benedictus XIV. In 1749 verplaatste hij de patriarchale zetel van Kreim naar Bzommar.